# Кононов, Михаил Борисович
Михаи́л Бори́сович Ко́нонов (21 февраля 1948, Ленинград — 6 мая 2009, Мюнхен, Германия) — русский писатель и переводчик.
Автор романа «Голая пионерка».

## Биография
Михаил Кононов родился в 1948 году в Ленинграде. Окончил Педагогический институт имени Герцена. Работал электромонтером, инженером, участвовал в арктической экспедиции «Ледовый патруль», был учителем литературы в школе, преподавал в институте, работал журналистом, старшим редактором в журнале «Звезда», редактором в литературных издательствах.
С 18 лет сотрудничал с газетами, журналами, киностудиями и литературными издательствами Санкт-Петербурга, Москвы, других городов России, Финляндии, Германии, Чехословакии и других стран как автор стихов, рассказов, сказок, очерков, критических статей и обзоров, киносценариев.
В 1983 году вышла дебютная книга Михаила Кононова «Счастливый Мурашкин». 
В 1988 году увидела свет его вторая книга художественной прозы «Это совсем близко». Кроме того, он был составителем нескольких литературных сборников, переводил с английского языка книги иностранных прозаиков — для взрослого и детского читателя.
Наибольшую известность Кононову принёс роман «Голая пионерка» (2001), по которому Кирилл Серебренников поставил спектакль в театре «Современник» с Чулпан Хаматовой в главной роли.

## Образец стиля
«Уже и рекомендацию подписал сам комсорг, — успел перед смертью, царство небесное, мировой был парень. Никогда подпись его не сотрется: химическим карандашом зафуфырил! Сама ему, чудаку, грифель наслюнила, пока курил после пятого, что ли захода: уже и в лягушку с Мухой наигрался, и в маятник, и салазки ей загибал, и вафелькой угощал, — все выдержала, не пикнула даже, а ведь куда только кукурузу свою ни запускал, игрун. Морально, конечно, очень было тяжело. Если, конечно, не знать, за что борешься, не видеть ясно большую высокую цель, не иметь в душе настоящего комсомольского огонька. А когда цель ясна, когда тебе доверяют товарищи, когда начальство тобой довольно, жизнь любого человека сразу же приобретает глубокий смысл <…> Ты главное осознай: весь смысл — в борьбе в первых рядах, рядом с Павкой Корчагиным!»
(Рукопись 1991 г. С. 28 — 29).